# 芝新町
芝新町（しばしんまち）は、埼玉県川口市の町名。現行行政地名は芝新町のみ。丁番を持たない単独町名である。住居表示実施地区。郵便番号は333-0851。

## 地理
川口市の北西部に位置する。地区の南側は蕨市と隣接する。京浜東北線蕨駅東口周辺となっている。主に商業施設のビルが密集している。

## 歴史

### 沿革
- 1958年（昭和33年）5月20日 - 大字芝の一部から芝新町が成立[5]。
- 1975年（昭和50年） - 芝新町の住居表示を実施する[6]。

## 世帯数と人口
2018年（平成30年）3月1日現在の世帯数と人口は以下の通りである。
| 町丁   | 世帯数    | 人口    |
| ------ | --------- | ------- |
| 芝新町 | 2,034世帯 | 3,190人 |

## 小・中学校の学区
市立小・中学校に通う場合、学区（校区）は以下の通りとなる。
| 番地 | 小学校           | 中学校           |
| ---- | ---------------- | ---------------- |
| 全域 | 川口市立芝小学校 | 川口市立芝中学校 |

## 交通
地区西端をJR東日本東北本線（京浜東北線他）が掠めるが鉄道駅は無い。最寄り駅は京浜東北線蕨駅である。

### 道路
- 埼玉県道111号蕨桜町線

## 施設
当地区は蕨駅に近く、数多くの商業施設が立地する。地内に立地する金融機関の支店名は、何れも隣の蕨市に因む名称になっている。
- 川口市役所蕨駅前芝連絡室
- 芝コミュニティセンター
- 芝新町公園
- 三菱UFJ銀行蕨支店
- 東和銀行わらび支店
- 青木信用金庫蕨駅前支店
- 東京信用金庫蕨支店
- 三井住友銀行わらび東口出張所